# Blunderbuss
Blunderbuss ist das erste Soloalbum von Jack White, welches am 23. April 2012 unter Whites eigenem Label Third Man Records in Zusammenarbeit mit XL REcordings und Columbia Records veröffentlicht wurde. Das Album kam als MP3, CD und Vinyl heraus. Im Jahr 2011 komponierte White alle Stücke des Albums, nahm sie auf und produzierte sie. Bei Billboard 200 debütierte das Album auf Platz 1 und verkaufte sich in der ersten Woche 138.000 Mal.

## Entstehung und Veröffentlichung
Nach der Auflösung der White Stripes, begann White im zweiten Halbjahr des Jahres 2011 mit Aufnahmen im Studio für ein Soloalbum. White spielte dabei einen Großteil der Instrumente selbst ein, lud sich aber verschiedene Gastmusiker ein, mit denen die Stücke erst entstanden. Mit Love Interruption, Sixteen Saltines und Freedom at 21 wurden vorab drei Singles veröffentlicht, bevor das Album am 20. April 2012 veröffentlicht wurde. Bereits am 16. April stellte Third Man Records das Album auf iTunes zum kostenlosen Anhören zur Verfügung, herunterladen konnte man das Album jedoch nicht.

## Titelliste
1. Missing Pieces – 3:27
2. Sixteen Saltines – 2:37
3. Freedom At 21 – 2:51
4. Love Interruption – 2:38
5. Blunderbuss – 3:06
6. Hypocritical Kiss – 2:50
7. Weep Themselves To Sleep – 4:19
8. I’m Shakin’ – 3:00
9. Trash Tongue Talker – 3:20
10. Hip (Eponymous) Poor Boy – 3:03
11. I Guess I Should Go To Sleep – 2:37
12. On And On And On – 3:55
13. Take Me With You When You Go – 4:10

## Kritiken
Jakob Biazza hörte das Album für den Focus und urteilte: „Es klingt, wie die Stones klängen, schrieben sie noch kompromisslos getriebene Musik: Roh, bis auf das Essentielle (manchmal beinahe das Existentielle), das musikalische Skelett abgemagert, dennoch in den genau richtigen Momenten von erhabener Wucht und markerschütterndem Drang. [...] Es gibt kaum Firlefanz. Wenn ein Instrument einsetzt, hat es absoluten Raum, unbedingte Bedeutung. Ob das beim Titelsong ein einfühlsames Pedal-Steel ist, oder beim einzigen Cover, Rudolph Toombs’ „I’m Shakin‘“, eines von Whites unnachahmlich krächzenden Zerr-Riffs: Was es auf das Album geschafft hat, brauchte es auch. Fehlte es: es würde fehlen. Großes Kino im kleinen Saal ist das.“
Edo Reents von der FAZ schrieb: „‚Blunderbuss‘ ist nur bedingt eine große Platte. Allzu deutlich ist ihr der Wille abzulauschen, dem Rock’n’Roll noch einmal Leben einzuhauchen und ihn dabei in seine Bestandteile zu zerlegen. Dies tut Jack White allerdings mit einer solchen Entschlossenheit, dass man zunächst nicht weiß, was man sagen und mehr bewundern soll: die Virtuosität, mit der er jedes Untergenre – ob Country, Blues oder eben auch Heavy Metal – bedient und die mehr ist als bloße Fingerfertigkeit; oder die Tatsache, dass er so etwas gewissermaßen zum Zeitvertreib tut?“
Michael Schuh von laut.de vergibt vier von fünf Sternen. Er lobt vor allem die Kreativität von Jack White und meint, dass sich das Album wie ein folkiges Coveralbum von White-Stripes-Liedern anhöre.

## Kommerzieller Erfolg

### Chartplatzierungen
In der Schweiz, dem flämischen Teil Belgiens, den Vereinigten Staaten sowie Großbritannien stand das Album an der Spitze der jeweiligen Album-Charts. Platz zwei konnte in Norwegen, Australien und Neuseeland erreicht werden, Platz drei in Deutschland, Österreich und Dänemark. Weitere Top-Ten-Platzierungen gab es in den Niederlanden, Frankreich und Portugal. Auch in Italien, dem wallonischen Teil Belgiens sowie Spanien erreichte das Album die Chart, kam aber nicht unter die besten zehn.
| ChartsChartplatzierungen       | Höchstplatzierung | Wochen |
| ------------------------------ | ----------------- | ------ |
| Deutschland (GfK)              | 3 (9 Wo.)         | 9      |
| Österreich (Ö3)                | 3 (10 Wo.)        | 10     |
| Schweiz (IFPI)                 | 1 (20 Wo.)        | 20     |
| Vereinigte Staaten (Billboard) | 1 (43 Wo.)        | 43     |
| Vereinigtes Königreich (OCC)   | 1 (18 Wo.)        | 18     |

| ChartsJahrescharts (2012)      | Platzierung |
| ------------------------------ | ----------- |
| Schweiz (IFPI)                 | 72          |
| Vereinigte Staaten (Billboard) | 66          |
| Vereinigtes Königreich (OCC)   | 86          |

### Auszeichnungen für Musikverkäufe
| Land/Region                  | Auszeichnungen für Musikverkäufe (Land/Region, Auszeichnung, Verkäufe) | Verkäufe  |
| ---------------------------- | ---------------------------------------------------------------------- | --------- |
| Australien (ARIA)            | Gold                                                                   | 35.000    |
| Europa (IFPI)                | —                                                                      | 375.000   |
| Kanada (MC)                  | Platin                                                                 | 80.000    |
| Vereinigte Staaten (RIAA)    | Gold                                                                   | 500.000   |
| Vereinigtes Königreich (BPI) | Gold                                                                   | (143.112) |
| Insgesamt                    | 3× Gold · 1× Platin ·                                                  | 990.000   |